# Esteban Lepaul
Esteban Lepaul (Auxerre, 18 aprile 2000) è un calciatore francese, attaccante dell'Angers.

## Caratteristiche tecniche
Trova la sua collocazione ideale come centravanti, di piede destro, può giocare all'occorrenza da trequartista.

## Carriera

### Club
Giovanili e gli inizi
Lepaul ha iniziato a giocare a calcio nel settore giovanile dell'Olympique Lione e nel 2018 è stato assegnato alla seconda squadra in quinta divisione. Nell'agosto del 2020 è passato all'Épinal dove ha segnato 5 gol in 8 incontri prima che la stagione venisse cancellata a causa del COVID-19.
Orleans e il ritorno all'Epinal
Nel luglio del 2021 ha firmato con l'Orléans, dove è rimasto per due anni prima di far ritorno all'Épinal. Con il club gialloblu è stato protagonista di un'ottima prima parte di stagione con 12 gol segnati in 16 incontri, che gli sono valsi la chiamata nel mercato di gennaio da parte dell'Angers, con cui ha firmato un contratto di due anni e mezzo.
Angers
Il 25 gennaio 2024 viene acquistato dall'Angers per 150 mila euro. Il 4 marzo successivo segna il suo primo goal nella vittoria contro l'Ajaccio per 3-1. Il 30 marzo realizza un goal di testa nella vittoria contro il Concarneau nella trasferta terminata sul 2-4. Il 12 gennaio 2025 mette a segno una doppietta nella trasferta contro il Montpellier, finita sul 1-3.  Il 13 aprile sigla un ulteriore doppietta sempre contro il Montpellier, decisiva per il 2-0 finale.

## Statistiche

### Presenze e reti nei club
Statistiche aggiornate al 15 dicembre 2024.
| Stagione                 | Squadra                  | Campionato               | Campionato | Campionato | Coppe nazionali | Coppe nazionali | Coppe nazionali | Coppe continentali | Coppe continentali | Coppe continentali | Altre coppe | Altre coppe | Altre coppe | Totale | Totale | Totale |
| Stagione                 | Squadra                  | Comp                     | Pres       | Reti       | Comp            | Pres            | Reti            | Comp               | Pres               | Reti               | Comp        | Pres        | Reti        | Pres   | Reti   |        |
| ------------------------ | ------------------------ | ------------------------ | ---------- | ---------- | --------------- | --------------- | --------------- | ------------------ | ------------------ | ------------------ | ----------- | ----------- | ----------- | ------ | ------ | ------ |
| 2017-2018                | Olympique Lione 2        | N2                       | 1          | 0          | -               | -               | -               | -                  | -                  | -                  | -           | -           | -           | 1      | 0      |        |
| 2018-2019                | Olympique Lione 2        | N2                       | 3          | 1          | -               | -               | -               | -                  | -                  | -                  | -           | -           | -           | 3      | 1      |        |
| 2019-2020                | Olympique Lione 2        | N2                       | 4          | 0          | -               | -               | -               | -                  | -                  | -                  | -           | -           | -           | 4      | 0      |        |
| Totale Olympique Lione 2 | Totale Olympique Lione 2 | Totale Olympique Lione 2 | 8          | 1          |                 | -               | -               |                    | -                  | -                  |             | -           | -           | 8      | 1      |        |
| 2020-2021                | Épinal                   | N2                       | 8          | 5          | CF              | -               | -               | -                  | -                  | -                  | -           | -           | -           | 8      | 5      |        |
| 2021-2022                | Orléans 2                | N3                       | 3          | 2          | -               | -               | -               | -                  | -                  | -                  | -           | -           | -           | 3      | 2      |        |
| 2022-2023                | Orléans 2                | N3                       | 10         | 11         | -               | -               | -               | -                  | -                  | -                  | -           | -           | -           | 10     | 11     |        |
| Totale Orléans 2         | Totale Orléans 2         | Totale Orléans 2         | 13         | 13         |                 | -               | -               |                    | -                  | -                  |             | -           | -           | 13     | 13     |        |
| 2021-2022                | Orléans                  | N1                       | 27         | 8          | CF              | 2               | 0               | -                  | -                  | -                  | -           | -           | -           | 29     | 8      |        |
| 2022-2023                | Orléans                  | N1                       | 28         | 2          | CF              | 2               | 2               | -                  | -                  | -                  | -           | -           | -           | 30     | 4      |        |
| Totale Orléans           | Totale Orléans           | Totale Orléans           | 55         | 10         |                 | 4               | 2               |                    | -                  | -                  |             | -           | -           | 59     | 12     |        |
| 2023-gen. 2024           | Épinal                   | N1                       | 16         | 12         | CF              | 4               | 2               | -                  | -                  | -                  | -           | -           | -           | 20     | 14     |        |
| Totale Épinal            | Totale Épinal            | Totale Épinal            | 24         | 17         |                 | 4               | 2               |                    | -                  | -                  |             | -           | -           | 28     | 19     |        |
| gen.-giu. 2024           | Angers                   | L2                       | 17         | 3          | CF              | -               | -               | -                  | -                  | -                  | -           | -           | -           | 17     | 3      |        |
| 2024-2025                | Angers                   | L1                       | 11         | 1          | CF              | -               | -               |                    | -                  | -                  |             | -           | -           | 11     | 1      |        |
| Totale Angers            | Totale Angers            | Totale Angers            | 28         | 4          |                 | -               | -               |                    | -                  | -                  |             | -           | -           | 28     | 4      |        |
| Totale carriera          | Totale carriera          | Totale carriera          | 128        | 45         |                 | 8               | 4               |                    | -                  | -                  |             | -           | -           | 136    | 49     |        |